# Sienna Masthoff
Gesina Maria (Sienna) Masthoff (Palembang, 7 augustus 1892 – Maasniel, 24 mei 1959) was een Nederlands zangeres.

## Levensloop
Ze was het tiende en jongste kind van Evert Barend Masthoff (1848-1930), controleur 1e klasse in Nederlands-Indië, en zijn vrouw Maria Theodora Toorop (1857-1913), een zus van beeldend kunstenaar Jan Toorop. Haar broer was de kunstschilder Charles Masthoff. Volgens een door Charles Masthoff geschreven Genealogie der Familie Masthoff en aanverwante families, was het huwelijk van haar ouders "verre van gelukkig". De karakters van haar "Hollandsche" vader en dat van haar "zuiver Indische" moeder, bleken te ver uit elkaar te liggen. In 1902 ging haar vader met pensioen en verhuisde het gezin Masthoff-Toorop naar Den Haag.
In april 1909 – ze was toen nog geen 17 jaar oud – ging Masthoff op zichzelf wonen in Den Haag. Als beroep gaf ze op "juffrouw van gezelschap". Later werd dit veranderd in het wat deftigere "Gouvernante". Vanaf 1917 had ze een succesvolle carrière als sopraan concert- en operazangeres. Ze trad regelmatig op, onder meer bij de Nationale Opera onder leiding van Willem van Korlaar jr. Daarnaast gaf ze ook solo-optredens. In de jaren '20 was Masthoff als muzieklerares in dienst van het Muzieklyceum Willem Feltzer – een voorloper van het Rotterdams Conservatorium – en het Muziek-Instituut Vink en v.d. Elshoudt in Den Haag.

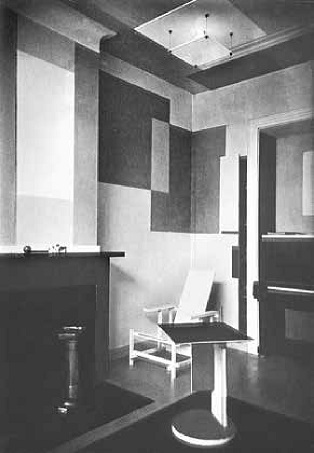
Muziekkamer van Sienna Masthoff, Ligusterstraat 20, Den Haag, met Ruimte-Kleur-Compositie in grijs door Huszár en meubels door Rietveld. 1923.

In april 1917 ging ze samenwonen met haar toenmalige partner, de schrijfster en dichteres Til Brugman. In 1919 betrokken ze een etagewoning aan de Ligusterstraat in de Heesterbuurt in Den Haag. Deze woning geniet in de kunsthistorische literatuur zekere bekendheid vanwege zijn modernistische interieur. De eerste kamer – Brugmans werkkamer – werd van april tot juli 1923 voorzien van een kleurontwerp door Theo van Doesburg, de voorman van De Stijl. Nog voor de voltooiing hiervan vroeg Masthoff aan Van Doesburg om ook haar muziekkamer op eenzelfde manier te herinrichten. Uiteindelijk ging deze opdracht naar Vilmos Huszár, ook lid van De Stijl. Deze Ruimte-Kleur-Compositie in grijs werd van juni tot juli 1923 uitgevoerd en werd rond dezelfde tijd voorzien van meubels door Gerrit Rietveld. Hieronder bevonden zich een witgebeitste Rood-blauwe stoel en het eerste exemplaar van de beroemde Divan tafel. Rond mei 1923 kwamen Brugman en Masthoff ook in contact met de Russische kunstenaar El Lissitzky, die volgens een latere notitie van Brugman een "PROUNachtige" kamer in de woning ontwierp. Nadere gegevens hierover ontbreken. Wel verzorgde Masthoff enige tijd de administratie van abonnementshouders in Nederland van het Duitse avant-garde tijdschrift G: Material zur elementaren Gestaltung, dat mede door Lissitzky geredigeerd werd.
Eind 1926 kreeg Brugman een relatie met de Duitse kunstenares Hannah Höch en maakte met haar een reis naar Parijs en Grenoble. In april 1927 verliet Masthoff de Ligustersraat en verhuisde naar de Klimopstraat, niet ver van de woning van Lena Milius, die van 1917 tot 1923 getrouwd was met Theo van Doesburg. Op 28 maart 1934 trouwde ze met de Nederlandse kunstschilder Frans Hamer. Volgens Hamer was het een gelukkig huwelijk al waren ze vaak arm. Masthoff ging door met het geven van zang- en pianolessen. Toen dat minder werd vestigden ze zich in het Limburgse dorp Maasniel bij Roermond, waar Hamer ging werken bij een pijpenfabriek.